# Sarsús

Sarsús, respecte del terme d'Abella de la Conca

Sarsús és un cim de 1.461,9 metres d'altitud del terme municipal d'Abella de la Conca, a la comarca del Pallars Jussà.
És al nord-oest del poble d'Abella de la Conca, culminant el plegament que comença en el poble mateix. Es troba a la meitat sud de la Serra de Monteguida, al sud-sud-est de la Roca de Monteguida. El seu vessant occidental és dins de la partida d'Ordins, i l'oriental, en la de l'Obaga de Toà.

## Etimologia
Tot i ser un topònim breu, la seva explicació se subdivideix en dues parts. La primera part és l'arrel sars-, que, segons Joan Coromines, és la mateixa de cerc-. Es tracta d'una forma del llatí vulgar, pronunciat [tserts], procedent del culte quercus (alzina).
La segona, -ús, antigament -uç i de vegades grafiat -urs, és un vell sufix antroponímic català, present en nombrosos topònims del país (Cardús, Samalús, Trepadús...), emprat en antigues propietats acompanyant el nom propi del seu possessor.